# Callophrys
Callophrys is een geslacht van vlinders uit de familie Lycaenidae (kleine pages, vuurvlinders en blauwtjes).

## Soorten
- Callophrys affinis (Edwards, 1862)
- Callophrys amphichloros (Cabeau, 1923)
- Callophrys androflavus (Capuse, 1963)
- Callophrys apama (Edwards, 1882)
- Callophrys armeniaca Zhdanko, 1998
- Callophrys augustinus (Westwood, 1852)
- Callophrys avis Chapman, 1909 – Aardbeiboomgroentje
- Callophrys barraguei (Dujardin, 1972)
- Callophrys barryi (K. Johnson, 1976)
- Callophrys bipunctata (Tutt, 1907)
- Callophrys borelis (Krulikovski, 1890)
- Callophrys brunnea (Tutt, 1907)
- Callophrys butlerovi (Migranov, 1992)
- Callophrys caecus (Fourcroy, 1785)
- Callophrys caerulescens (Bang-Haas, 1912)
- Callophrys chalybeitincta Sovinsky, 1905
- Callophrys cinerascens (Rebel, 1909)
- Callophrys comstocki (Henne, 1941)
- Callophrys connexa (Tutt, 1907)
- Callophrys danchenkoi Zhdanko, 1998
- Callophrys davisi (Watson & Comstock, 1920)
- Callophrys dospassosi Clench, 1981
- Callophrys dumetorum (Boisduval, 1852)
- Callophrys eryphon (Boisduval, 1852)
- Callophrys estela Clench, 1981
- Callophrys fervida (Staudinger, 1901)
- Callophrys fotis (Strecker, 1878)
- Callophrys foulquieri (Rivertigat, 1915)
- Callophrys gryneus (Hübner, 1819)
- Callophrys guatemalena Clench, 1981
- Callophrys hatuma Zhdanko, 1996
- Callophrys henrici (Grote & Robinson, 1867)
- Callophrys herculeana (Pfeiffer, 1927)
- Callophrys hesseli (Rawson & Ziegler, 1950)
- Callophrys homoperplexa (Barnes & Benjamin, 1923)
- Callophrys irus (Godart, 1824)
- Callophrys johnsoni (Skinner, 1904)
- Callophrys lanoraieensis Sheppard, 1934
- Callophrys mcfarlandi Ehrlich & Clench, 1960
- Callophrys mossii (Hy. Edwards, 1881)
- Callophrys muiri (H. Edwards, 1881)
- Callophrys mystaphia Miller, 1913
- Callophrys niphon (Hübner, 1819)
- Callophrys paulae Pfeiffer, 1932
- Callophrys perplexa Barnes & Benjamin, 1923
- Callophrys polios Cook & Watson, 1907
- Callophrys rosneri (Johnson, 1976)
- Callophrys rubi (Linnaeus, 1758) – Groentje
- Callophrys scaphia Clench, 1981
- Callophrys sheridanii (W. H. Edwards, 1877)
- Callophrys spinetorum (Hewitson, 1867)
- Callophrys suaveola (Staudinger, 1881)
- Callophrys titanus Zhdanko, 1998
- Callophrys turkingtoni Johnson, 1976
- Callophrys washingtonia (Clench, 1945)
- Callophrys xami (Reakirt, 1867)